# Paul Balbach
Paul Balbach (ur. 29 września 1953 w Brazylii) – duchowny Kościoła Adwentystów Dnia Siódmego Ruchu Reformacyjnego; obecnie jest sekretarzem kolektywnym, na stanowisko którego wybrany został we wrześniu 2007 r. Jego ojciec – pastor Alfons Balbach – sprawował ten urząd w latach 1963–1967 oraz ponownie: 1971–1980. Pastor Paul Balbach jest także dyrektorem Departamentu Generalnej Konferencji ds. Publikacji. Stanowisko to obejmował również jego ojciec w latach 1971–1991. Przed wybraniem go na obecny urząd, Paul Balbach służył zborowi adwentystów reformowanych w Fontana, w stanie Kalifornia, a także był prezydentem Pola Południowo-Zachodnich Stanów Zjednoczonych Kościoła Adwentystów Dnia Siódmego Ruchu Reformacyjnego.
W styczniu 1976 r. poślubił Liliane Barkowic, z którą ma trzech synów.
Po przeprowadzeniu się wraz z rodziną w 1972 r. do Stanów Zjednoczonych, pastor Balbach uzyskał stopnie naukowe na Sacramento College (Kalifornia) oraz Glassboro College (New Jersey). Ukończył również międzynarodowe szkolenie w amerykańskim Ruchu Reformacyjnym.